# Айтжанова, Минтай
Минтай Айтжанова (1910, аул № 12, Аулиеатинский уезд, Сырдарьинская область, Туркестанский край, Российская империя — неизвестно, село Ровное, Свердловский район, Джамбулская область, Казахская ССР) — звеньевая колхоза «Кум-жота» Свердловского района Джамбулской области, Казахская ССР. Герой Социалистического Труда (1949).

## Биография
Родилась в 1900 году в крестьянской семье в ауле № 12 (в советское время — в составе овоще-молочного совхоза «Ровненский» Свердловского района) Аулиеатинского уезда. Окончила местную начальную школу. С раннего возраста трудилась в сельском хозяйстве. Во время коллективизации вступила в сельскохозяйственную артель, которая позднее была преобразована в колхоз «Кум-жота» (в 1942—1943 годах — колхоз «Новая жизнь», с 1950 года — колхоз имени Сталина, позднее — совхоз «Кум-жота», с 1961 года — совхоз «Ровненский») Свердловского района. Председателем колхоза с 1937 года был Ян Чун Сик. С 1929 года трудилась в полеводческой бригаде, с 1933 года — звеньевая овощеводческого звена. В 1938 году участвовала в работе Всесоюзной выставки ВСХВ в Москве.
В 1948 году звено под её руководством собрало в среднем с каждого гектара по 503,7 центнера картофеля с площади 3 гектара. Указом Президиума Верховного Совета СССР от 20 мая 1949 года удостоена звания Героя Социалистического Труда за «получение высоких урожаев пшеницы, риса, сахарной свеклы и картофеля в 1948 году» с вручением ордена Ленина и золотой медали «Серп и Молот» (№ 3703).
Этим же указом званием Героя Социалистического Труда была награждена труженица колхоза «Кум-жота» звеньевая Алиман Битаева.
Продолжала показывать высокие трудовые достижения. За выдающиеся трудовые достижения по итогам работы в 1949 году, когда было собрано в среднем по 400 центнеров картофеля с каждого гектара, была награждена вторым Орденом Ленина.
Избиралась депутатом Свердловского районного и сельского Советов народных депутатов трудящихся.
Трудилась в совхозе «Кум-жота» до выхода на пенсию в 1963 году. Проживала в селе Ровное (с 1997 года — аул Бурыл) Свердловского района. Дата смерти не установлена.
Награды
- Герой Социалистического Труда
- Орден Ленина — дважды (1949; 15.06.1950)
- Медали ВСХВ (1938, 1955).